# 機動戦士ガンダム ブレイジングシャドウ
『機動戦士ガンダム ブレイジングシャドウ』（きどうせんしガンダム ブレイジングシャドウ）は、アニメ作品群『ガンダムシリーズ』の1つで、板倉俊之の小説。芸能人が初めて手がけたガンダム小説である。『ガンダムエース』で連載された。

## あらすじ
1巻
宇宙世紀0082年。かつてガンダムが起動したサイド7で両親を失った少年、カイン・ラグナードは他の孤児たちと共に特殊部隊「シャドウズ」のパイロットとして、ジオン残党と戦い続けていた。
ある時、宇宙のジオン残党と通じていたとされる政治家の始末を請け負ってから間もない頃、カイン達『チーム5』は組織の創設者であるルオンズ・ヤージ中将から、中東にあるジオン残党の拠点「ヘルズゲート」の中にいる首魁を暗殺せよとの直々の命を受け、カインはチームメイトのザルフ・ワッケンやリネマ・サントと共に地球へと赴く。
だが、ヘルズゲートの首魁、カノラ・ゾンクシーは裏でヤージと結託しており、彼の真の目的は用済みとなったカインたちを抹殺することだった。真実を知らされたカインたちが激昂し、脱出するための激戦の中、3人の機体は大破。基地に侵入して脱出手段を探すものの、戦いの中でリネマとザルフは戦死する。残されたカインも、ヤージとゾンクシーへの復讐を誓いながら宇宙へ脱出していった。
一方、旧サイド4コロニー「ロディニア」の宙域では、その地の生き残りと一部の軍人で結成された宇宙海賊「シュテンドウジ」が同宙域のジオン残党部隊「ファラク」との交渉を持ちかけられる。しかしジオンによって故郷を失った彼等は協力を拒み、パイロットのウイングス・ハウザーをはじめとした面々は全面抗争を決意。しかし直前にウイングスの妹、セリアがカインの乗った脱出艇を保護し、カインはシュテンドウジの艦「プランダー」に収容された。
意識を取り戻したカインはシュテンドウジを復讐のための潜伏する拠り所と判断。彼等に協力して共にファラクを撃退したのであった。
2巻
シュテンドウジに保護されたカインは、彼らに協力してジオン残党『ファラク』との決戦に赴く。戦力差は圧倒的であるが、復讐のために生き長らえる必要のあるカインと艦の全員の生命を背負うウイングス達は、不利とも思える戦いに乗り出していく。
一方、手痛い反撃を受けて退いたファラクも、改修された高機動型ゲルググをはじめとした全兵力を以てシュテンドウジを襲撃。熾烈な戦いを繰り広げるも、想定に無かったカインの参入、ウイングスやセリア、フェルナンド達の抗戦、加えてファラク幹部、マハガンの離脱などの要因で多くの兵力を喪失する羽目に陥った。
業を煮やしたファラクの首魁、ロギ・リニトラムは自ら大型モビルアーマー『ウムガルナ』を駆って参戦。ドム・バラッジに乗って応戦したジント・モーグンの死を経て窮地に陥るも、ウイングスの逆撃でロギはウムガルナ諸共虚空に消滅した。
だが、ジントと部下達の正体はかつてサイド4に毒ガスを放ったジオンの脱走兵だった。それを明かされたことでウイングス達は複雑な心境に苛まれ、苦楽を共にしたジントの元部下達と別れることになってしまう。
そしてカインは、念願であったヤージの暗殺に乗り出すべくシュテンドウジのもとを離れてコロニー『ギムナシオン2』に向かうのであった。
3巻
ルオンズ・ヤージ抹殺を目的にコロニー『ギムナシオン2』へと潜入したカイン。折しもコロニーではヤージの退役式が行われており、ヤージを狙っていたカインは狙撃ポイントにやって来たチーム6の面々に一時捕らわれてしまう。チーム6のリーダー、ホーグはカインがヤージを狙っていた理由を知ると、確たる証拠を提示する事を条件にカインを解放。結果として本懐を果たす事無くカインはサイド4へと戻る事になった。
しかしサイド4、ロディニア宙域は前回のファラクとの戦闘によって連邦軍の捜査の手が忍び寄っており、カインと合流したシュテンドウジ面々は海賊稼業の継続困難を悟る。そしてカインの提案によって、彼等は民間軍事会社『マリア・シールド』として再出発を果たす事となった。
一方、政治家に転身して順風満帆にステップを進めていたルオンズ・ヤージは、マリア・シールド社の護衛を伴ってサイド1のコロニーに足を運ぶ。表向きは視察、しかしその目的は、かねてからコンタクトを取っていた『ブレイズ』を名乗る謎のジオン残党との接触だった。
人知れずブレイズとの接触を図るヤージであったが、ブレイズの正体はヤージを狙っていたカイン・ラグナードその人であった。直後にヤージはウイングスやフェルナンド達の協力で苦も無く拉致されてしまう。
ヤージを壮絶な拷問にかけて悪事を洗いざらい吐かせたカインは、その証拠をギムナシオン2にいるチーム6に提示。ヘルズゲート攻略を任として請け負う事になったホーグ達は、訓練やシミュレーションでは得られない「殺し合い」の予感に歓喜しながらもカインに改めて協力する事を約束した。
マリア・シールドの仲間達もウイングスをはじめとして多くがカインの復讐に付き合うつもりでいたが、ウイングスやセリアの幼馴染の青年ミリハスはカインの復讐が仲間達を危険に曝す事を鑑みて密かにヤージを脱出させてしまう。それを察したカインは単身でヤージを捕縛するために宇宙に飛び出していくが、これはミリハスの意図を知ったカインが彼に持ちかけた作戦であり、仲間達を巻き込むまいとした芝居であった。首尾よくチーム6と合流したカインは、全ての因縁の地、ヘルズゲートへと向かうのであった。
4巻
ヘルズゲートの攻略を開始したカイン達は、囮のジムにヤージを乗せジオン残党に撃破させることで今まで犠牲となったシャドウズ隊員の仇をとる。
チーム6と共に奇襲を決め有利に戦うカインであったが、モビルアーマー「ゲンブ」2機の戦場投入を機に戦況の逆転を許し、チーム6のジム・メタルスパイダー3機とゲンブ1機が相打ちのかたちとなる。駆けつけてきたマリア・シールドの仲間の協力を得てゲンブ内部への侵入に成功したカインであったが、そこで目にしたのはゲンブの生体制御装置となった、かつての仲間リネマであった。リネマに二度目の死を与えることに躊躇するカインであったが、ゲンブにより追い詰められたマリア・シールドの仲間の危機を救うため、動揺しながらも制御装置を破壊ゲンブの沈黙に成功する。
ヘルズゲート内部への侵入を果たしゾンクシーを追い詰めたカインだが、ゾングシーは自分の死と共に基地が自爆することを告げ、仲間を巻き込めないカインに降伏を迫る。しかしカインはゾングシーの四肢を切断、失血死に至るまで放置することで自爆までの時間を稼ぎ仲間たちと共に脱出に成功。復讐を完遂する。
戦後、チーム6と共に復隊を果たしたカインは、一度は後追い自殺を考えたものの、ザルフとリネマの幻影に諭されて断念。除隊しマリアシールド社の採用試験を受け仲間たちとの再会を果たす。

## 登場人物

### 主要キャラクター
カイン・ラグナード
本作の主人公。一年戦争当時は両親とサイド7で暮らしていたが、ジオン公国軍のザクの襲撃で両親を亡くす。ジオンへの復讐を誓った数年後、戦争孤児を集めて編成された地球連邦軍特殊部隊「シャドウズ」に入隊する。
「シャドウズ」チーム5の隊長で、ジムスナイパーIIに搭乗。狙撃の腕前はもちろん、隊長として最前線での判断力にも優れる。同チーム5のメンバーであるザルフ・ワッケンやリネマ・サントからの信頼も厚い。
ヘルズゲートでリネマ、ザルフを喪った後、HLVで宇宙に脱出。サイド4宙域でシュテンドウジに保護され、彼らと協力して敵対していたジオン残党「ファラク」を撃破した。
その後はシュテンドウジの面々と共に民間軍事会社『マリア・シールド社』を立ち上げていたが、同社を護衛に選んだルオンズ・ヤージをサイド１で拉致してヘルズゲート攻略戦への準備を進めていく。
ヘルズゲート戦にてヤージ、ゾングシーへの復讐を果たした後シャドウズに一時復隊するが、除隊しマリアシールド社へ再入社する。
ウイングス・ハウザー
旧サイド4宙域を拠点に活動する宇宙海賊「シュテンドウジ」の中核を成す若手のパイロット。ジム・カスタムの専用カスタマイズ機「シルバー・ヘイズ」を駆る。
ルウム戦役勃発当初はセリアと共にサイド4のコロニー「ロディニア」に在住していたが、ジオンの展開したブリティッシュ作戦で両親を失い、故郷も失ってしまう。その後、数十人のわずかな生き残りの住民や救援に駆け付けた連邦軍の部隊と共に、「シュテンドウジ」を結成した。
後に仲間となったカインと共にファラクを壊滅させ、以降はカインの復讐作戦にも協力していく事になる。
セリア・ハウザー
ウイングスの妹にして「シュテンドウジ」の構成員。16歳。
ショートに切った銀色の髪と双眸を持つ少女で、ジム・コマンドのカスタム機「ハイブーストジム」のパイロットを務めている。言動の荒っぽい兄とは正反対に性格は物静かでおとなしい。また、近い未来に起こる不幸を直感のように言い当てるなど、いわゆるニュータイプのような反応を見せることもある。
カインに心惹かれており、ヤージを拉致、尋問中で心がすさんだ彼をデートに誘ったが、心を溶かすことができなかった。

### 地球連邦軍
ルオンズ・ヤージ
地球連邦軍中将。「シャドウズ」の創設者で、カインたち戦災孤児の後見人。表向きは温厚な人間に見えるが、実は自分の目的のためなら他人を利用し、使い潰す事すら厭わない悪人。退役後に政界に乗り出して首相の座に就くのが目的である。一年戦争直後からジオン残党であるカノラ・ゾンクシーと裏で結託しており、自分が用済みと見なした人間をヘルズゲートに送り込んで始末させていた。
ファラクが壊滅したのとほぼ同じ時期に退役して政治家に転身し、その後は善良な政治家を装いつつ首相になる為に周囲を欺き続けていた。しかしサイド1コロニーに視察に赴いた時、待ち構えていたカインの手で捕らえられてしまう。
その後は想像を絶する拷問によって自らの悪事を暴露するが、後に仲間達の現状を憂いたミリハスの手で脱出させられたが、実は脱出劇は利害の一致したカインとミリハスの作戦であり、カインとチーム6のヘルズゲート攻略戦に強制連行される事となった。
ヘルズゲートにて戦力を暴露するための囮の自動操縦のジム改に乗せられ、今まで処分してきたシャドウズ隊員と同じ死に方をする形でカインに復讐を果たされた。
ザルフ・ワッケン
地球連邦軍特殊部隊「シャドウズ」チーム5のメンバー。火力に特化させたジム改に搭乗。チーム5のムードメーカー的存在。ヘルズゲート攻略戦では、カインを載せたHLVを守るために殿を買って出たが、脱出と引き換えに戦死する。
その死体はゾングシーによりゲンブαの生体制御装置となるが、チーム6によりゲンブαは撃破され、その後ギムナシオン2のシャドウズ共同墓地へと埋葬された。
リネマ・サント
地球連邦軍特殊部隊「シャドウズ」チーム5唯一の女性パイロット。ジム改に搭乗。カインがシャドウズに入隊して以来の付き合いであったが、ヘルズゲート攻略戦で生身で交戦している最中に背後から撃たれ、戦死する。
その死体はザルフ同様にゾングシーによりゲンブβの生体制御装置となるが、ゲンブβ内部に侵入したカインの手により2度目の死を迎える。
その後ザルフと共にギムナシオン2のシャドウズ共同墓地へと埋葬された。
ホーグ
シャドウズの一員で、チーム6を率いる大尉。
一年戦争以前から、生きるために暴力や犯罪行為で身を立ててきた荒くれ者で、自身を『戦うために生きている』と称している好戦的な人物。
パイロットとしての腕はカインにも劣らず、とりわけ強襲戦においてはチームメイトであるサイラス、ローデシアンと共に無類の戦闘力を発揮する。
ヤージの退役発表の際、彼を狙っていたカインを偶然にも発見。ヤージの裏の顔を聞かされた際には彼を一旦帰している。しかしその後、カインの言った事が真実と分かると協力者となり、ヘルズゲート攻略戦に嬉々として臨むことになる。
ゲンブαとの交戦で乗機ジム・ストライカー改〈メタル・スパイダー〉を失うも、敵のザクIを強奪し戦闘を続行する。
戦後はシャドウズに復帰している。
サイラス、ローデシアン
シャドウズのチーム6の隊員。サイラスが中尉、ローデシアンが少尉。ホーグ同じく一年戦争以前よりサイド1の孤児であり闘争のための生を欲し、ヤージの誘いに乗ってシャドウズに入隊した。そのため他の隊員と異なりヤージへの忠誠心は皆無に近い。
メジマキ
ヤージの後任のシャドウズ指揮官。典型的なエリート士官でありホーグたちには影で馬鹿にされている。

### シュテンドウジ
ジント・モーグン
シュテンドウジの母艦であるトラファルガ級母艦『プランダー』の艦長。三十代。精悍な顔と体格をしており、そのためかウイングスたちからは「ゴリラ」と呼ばれている。
ブリティッシュ作戦時にロディニアが毒ガス攻撃を受けた際『プランダー』で寄港中であったため、生き残ったウイングスたちを保護したが、連邦軍に部下ともども見捨てられたため、彼らと共に宇宙海賊を結成する。
実は元ジオン軍人であり、ロギの同僚。ロディニアには毒ガスの効果を確かめる調査部隊の隊長として訪れたがウイングスたちを保護したことをきっかけに同調した約半数の部下たちとともに軍から脱走した。ロディニア難民が連邦軍から見捨てられたというのはこのことを知られないための嘘である。
ファラクとの決戦においてドム・バラッジに乗って出撃しコロニー内に侵入してきたモビルスーツ部隊を撃破する活躍を見せるが、その後のウムガルナとの交戦において撃破され戦死する。
コハネ・アダン
『プランダー』の整備士を務める少女。元ロディニア工専の学生であり、コロニーが壊滅した際に作業用ガスマスクを付けていた事で1人生き残って保護された。
現在はパイロットであるウイングスやセリア達と共にシュテンドウジの構成員となり、モビルスーツの整備作業を担っている。
ウイングスに好意を持っているが、彼がノーマルスーツを着ない事、コックピットで喫煙する事は快く思っていない。
カインの復讐決行に際して、ウィングスを危機に晒さない様に引き止めようと告白、復讐の協力を止めることはできなかったが受け入れられ、のちに彼と結婚する。
メタノア・ユーク
『プランダー』の通信士を務める少年。ウィングスやセリアの幼馴染の不良少年仲間。メガネのおかげで持っていない実直さがあるように見える。ジントがモビルスーツで出撃した際はプランターの指揮を代わって取り、旧ジオン軍人追放後は正式に艦長に就任した。
フェルナンド・ペデス
量産型ガンキャノンのパイロットを務める褐色の肌をした少年。ウィングスやセリアの幼馴染。ひょうひょうとした性格で自分の危機にも淡々と応じる。ガンキャノンを失った後はセイバー・ブースターのパイロットを務める。
ハリー・ロッドマン
『プランダー』の砲撃手。愛嬌のある黒人系男性で元からのジントの部下の一人。
真相を知ったウィングスによってシュテンドウジより他の部下と一緒に追放されるが、マリア・シールド社の業績拡大に伴う人手不足から再び仲間に迎い入れられる。
イアン・ヤシブ
シュテンドウジ所属の医者。元ロディニアの開業医でウィングスとは別のシェルターに避難していたが、ジントらに救出された。
瀕死であったカインの救命を行ったほか、拷問を受けたヤージの治療を行う。
キワ・クラヤ
『プランダー』の通信士。元OLで恋人を毒ガス攻撃で失っている。
レビン、トレノ
シュテンドウジ所属の双子の少年。赤ん坊の時にロディニア事件にあい母親とともに保護された。ファラクとの交渉の際レビンが彼らの人質となり幹部の逃走を許してしまった。
マリア・シールド社の立ち上げと共に母親と共に下船し現在は学校に通いつつも頻繁にマリア・シールド社に遊びに行っている。
ミリハス・デルム
マリア・シールド社社員。ウィングス達の幼馴染。絵が得意でシュテンドウジやマリアシールド社のエンブレムのデザインをした。カインの貢献には感謝しつつも、彼の復讐に巻き込まれて仲間に死人が出ることを危惧し、カインの提案に乗り一芝居打ち彼をヤージと共に送り出した。
ヘルゲート攻略戦ではほかの仲間たちと共にブルフィンチに乗り込みカインの元に駆けつけた。

### ジオン残党軍
カノラ・ゾンクシー
中東に位置するジオン残党軍の一大拠点「ヘルズゲート」を支配する、ジオン残党軍の首魁。地球圏内でのテロ活動など、多くの悪事に手を染めているが、とある連邦軍高官との取引により、破壊活動だけでなく娯楽と化している連邦軍パイロットの虐殺行為なども黙認されている。また類稀な科学技術の持ち主であり、人道を無視した様々な兵器を手掛けている狂科学者でもある。
罠と知らずに攻めてきたカインたちチーム5を陥れ、配下のドム・バラッジを投入して機体を大破に追い込み、チーム5の一員であるリネマ、ザルフを殺害させた張本人。
元はハイデルベルツ大学の研究所に勤める研究者であったが、連邦軍の兵器開発への協力を拒否したことから陰謀に巻き込まれ妻子を毒殺されジオンに亡命。オデッサにて兵器開発の傍ら妻子を復活させるための研究を行っていた。
自らの心臓停止と基地の自爆装置を連動させていたが、カインによって四肢を切断され緩慢な失血死という形で最期を遂げる。
ロギ・リニトラム
サイド4の宙域で活発なテロ行為を繰り広げるジオン残党軍組織「ファラク」を統率する、元ジオン軍将校でロディニアへの毒ガス攻撃の実行部隊長。ロディニアの近辺で「シュテンドウジ」に目を付け、彼等を取り込むために部下の幹部たちと共に接触を図る。
過剰なまでのジオン至上主義者であり、腐敗した連邦の粛清という目的のためならどのような行為も大儀として解釈している。
肉体からすべての毛髪をそり落としている。
シュテンドウジとの戦いでは自ら決戦用モビルアーマー『ウムガルナ』でカインやセリア達を追い詰めるが、ジントの決死の攻撃とウイングスの背後からの一撃で機体諸共撃破された。
マハガン・レズナー
ロギ・リニトラムの率いる残党組織「ファラク」に属する少尉。愛機は白地に蛇の鱗を模した模様を施されている高機動型ゲルググ
一年戦争当時は学徒兵としてア・バオア・クー戦に駆り出されたが、同じく戦場にいた兄をアムロ・レイの駆るガンダムに撃沈されている。その後は兄の敵であるアムロと再び相見えるという目的のために生き続けてきた。そのため、ジオニズムやニュータイプ理論などの主義主張には全く興味を示さない（ファラクの一員となったのも、自分が生き残るためでしかない）。シュテンドウジとの戦いでも戦況不利と悟ると即座に武器を捨て、配下の残党と共に戦場を去っていった。その後もマリア・シールド社が発足した際に彼等の自作自演に協力している。
ジオンに対して嫌悪の念を持つカインやウイングスを以てしても嫌悪感をあまり感じさせない人物。
髪の色が真っ白であるが、これは兄の戦死を目の当たりにした時の恐怖の名残でもある。
ガルド・クレイズ、アズ・バレン、ヒック・シャーマン
ロギ・リニトラムの率いる残党組織「ファラク」の幹部。一年戦争来のロギの部下でガルドが頬に十字傷のあるひげ面で長髪の男性の中佐、アズが釣り目で紫の口紅の女性、ヒックが前髪で目が隠れた男性で共に少佐。ガルドとアズが高機動型ゲルググ、ヒックがヅダFに搭乗する。
ヒックは緒戦において狙撃でフェルナンドの量産型ガンキャノンをしとめるもカインのカウンタースナイプを受け戦死、ガルドは決戦においてウィングスとの一騎打ちに敗れて戦死、アズはセリアとの交戦で乗機の両腕を失うが、交戦力を失ったと油断したセリア機を脚で拘束し自らもろとも戦艦からの砲撃で打ち抜かせようとしたところをカインに狙撃されて戦死した。
マゴロイ
ヅダFを駆るファラクのモビルスーツパイロット。曹長。ジントのドム・バラッジから奇襲を受け部下ともども撃破される。

### 民間人
ニーゼ・ゲルバン
金のためなら海賊などの非合法な相手であろうと誰彼構わず取引をする死の商人。
中年で小太りの商人だが、シュテンドウジと取引を開始した四年前は痩せており、また服装も成金趣味と典型的な成り上がり者の姿をしている。
しかしシュテンドウジからの急な取引依頼にできるだけ応えようとしたり、彼らの危機を感じ惜別の念を表すなど、決して金儲けのみで動いているわけはない。

## 登場兵器
シャドウズ
- RGM-79SP ジムスナイパーII（カイン・ラグナード機）
- RGM-79C ジム改（ザルフ・ワッケン機）
- RGM-79C ジム改（リネマ・サント機）
- RGM-79FP-S1 ジム・ストライカー改〈メタル・スパイダー〉（チーム6仕様機）
- RGM-79CA ジム・レイド

シュテンドウジ/マリア・シールド社
- RGM-79SN シルバー・ヘイズ/シルバー・ヘイズ改
- RGM-79SC ジムスナイパーカスタム（カイン・ラグナード機）
- RGM-79GB ハイブースト・ジム
- RX-77D 量産型ガンキャノン
- RGM-79R ジムII(フェイス・ハイダー)
- セイバー・ブースター
- トラファルガ級母艦プランター/ディフェンダー
- 宇宙往還船ブルフィンチ

ジオン残党軍（ヘルズゲート）
- MS-05 ザクI
- MS-09F/Br ドム・バラッジ
- MS-09 ドム
- YMS-23C グール
- ゲンブ

ジオン残党軍（ファラク）
- MS-06F ザクII
- MS-06FZ ザクII改
- MS-14 ゲルググ
- MS-14B 高機動型ゲルググ
- MS-14B ゲルググ高機動型ゲルググ（ガルド・グレイズ機）
- EMS-10F ヅダF
- MA-04-X-3 ウムガルナ
- ムサイ級巡洋艦
- チベ級重巡洋艦ティベ型

地球連邦軍
- RGM-79Q ジム・クゥエル
- RGM-79CA ジム・レイドライト
- アレキサンドリア級巡洋艦イスマリア
- FF-S3 セイバー・フィッシュ
- ミデア
- ガンペリー

ジオン残党軍(その他)
- MS-06F ザクII
- ムサイ級巡洋艦

## 用語
シャドウズ (SHADOWS)
一年戦争終結後、当時大佐であった連邦軍将校ルオンジ・ヤージによって結成された、一年戦争の元戦争孤児約で構成される非公式の特殊部隊。軍事コロニーである〈ギムナシオン2〉を本拠地とする。部隊結成後は同地にて訓練や教育を共同生活を行いながら受けており、メンバーの選考から外れた者も同拠点内で何らかの形で部隊の運営にかかわっている。そのため部隊内の結束は固く、また創設者であるヤージを隊員の多くは父のように慕っている。
部隊名称の「SHADOWS」は部隊の任務である「Scout」(偵察する)「 Hide」 (潜伏する)「Assassinate」(暗殺する)「 Destroy」(破壊する)「 Obey」(～に従って行動する)「 Watch」(監視する)「 Save」(救出する)の頭文字をとったもの。
1チームモビルスーツパイロット3名、全15チームで構成されており、ダークグレーと黒を基調とし左肩に漢字の「影」をかたどった部隊章を入れたモビルスーツを機材とする。部隊所属の母艦を持たないため移動は連邦軍通常部隊に間借りして行う。
その実態は体のいいヤージの裏仕事用の使い捨ての私兵であり、表に出せない任務を完了したチームはヘルズゲートのジオン残党に依頼して処分される。
シュテンドウジ/マリア・シールド社
一年戦争時、毒ガス攻撃を受け「ロディニア」に寄港していたトラファルガ級母艦《プランター》に救助された難民が、共に連邦政府に切り捨てられたプランター乗員と共に結成した宇宙海賊。
故郷の廃コロニー「ロディニア」を拠点に海賊行為を行い生計を立てていたが、ジオン残党軍ファラクとの交戦後、元プランター乗員がロディニアを毒ガス攻撃したジオン軍人であることと連邦軍に切り捨てられた事実がないことが発覚。ロディニア難民グループが元プランター乗員を追放し、合法的に居住権を取り戻し宇宙海賊時代の経験を生かせる仕事として宇宙船警護専門PMC「マリア・シールド」社を立ち上げた。
起業時に母艦の名称を略奪者を意味するプランターから守護者を意味するディフェンダーに変更している。
ファラク残党とのマッチポンプにより実績を上げ、業績を拡大。戦艦やモビルスーツを追加で複数所有し、連邦軍からもパイロットをスカウト。サイド6の本社のほかフォン・ブラウンとサイド2にも支社をもち実質的に宇宙船警護業を独占する一大企業となった。

## 書誌情報
1. 2013年11月26日発売[1]、ISBN 978-4-04-120916-5
2. 2015年2月26日発売[2]、ISBN 978-4-04-102793-6
3. 2016年2月26日発売[3]、ISBN 978-4-04-103928-1
4. 2016年11月26日発売[4]、ISBN 978-4-04-105217-4